# Chico Feitosa
Chico Feitosa (Rio de Janeiro, 1 de janeiro de 1935 – Rio de Janeiro, 31 de março de 2004) foi um compositor, violinista e cantor brasileiro. Já trabalhou com Vinicius de Moraes como secretário em 1956. Conheceu o compositor Ronaldo Bôscoli, que se tornou seu grande parceiro na carreira musical.

## Discografia
- (2001) Um Banquinho, Um Violão... Chico Feitosa
- (1966) Chico Fim de Noite apresenta Chico Feitosa